# Hans Joachim Sell
Hans Joachim Sell (* 25. Juli 1920 in Neustettin/Pommern; † 30. Mai 2007 in Freiburg im Breisgau) war ein deutscher Schriftsteller, der auch unter dem Pseudonym Nikolaus Steigert veröffentlichte.

## Leben
Sell wuchs in Berlin auf und trat 1938 in die deutsche Wehrmacht ein, der er bis zum Ende des Zweiten Weltkriegs zuletzt im Rang eines Hauptmanns angehörte. In der Erzählung Der lange Nachruf auf den gefallenen Freund schildert er, wie er und sein Adjutant in der Endphase des Krieges versuchten, durch Unterlaufen von Befehlen und Kriegführung nach eigener Meinung die ihnen anvertrauten Soldaten vor dem Verheiztwerden zu bewahren.
Nach dem Krieg studierte er an der Universität Frankfurt am Main bei Adorno, Max Horkheimer und Gadamer Philosophie und daneben Germanistik und Ethnologie. Im Fach Ethnologie wurde er auch promoviert. Nach seiner Promotion war er zwei Jahre lang Mitarbeiter der Evangelischen Akademie in Tutzing und rief dort den Politischen Club Zugang zur Politik ins Leben. 1960 gründete Sell in Baden-Baden die Deutsche Miguel de Unamuno-Gesellschaft. 1960–1968 war er Auslandskorrespondent in Spanien, bis seine Arbeitserlaubnis von der Franco-Regierung wegen seiner zu kritischen Berichterstattung entzogen wurde. Diese Jahre wurden verarbeitet in dem Buch An Spaniens Fell zerren Dämonen. Es folgten Reisen nach Afrika und Lateinamerika. Schließlich ließ sich Sell 1978 als freier Schriftsteller in Freiburg nieder. Sell war seit 1965 Mitglied des deutschen P.E.N.-Zentrums.
Sell war seit 1950 mit der seit 1940 verwitweten Gertrud Prinzessin zu Solms-Hohensolms-Lich geb. Freiin von Werthern-Beichlingen (1913–1987) verheiratet und somit u. a. Stiefvater des Literaturprofessors Wilhelm Solms, der Publizistin und Journalistin Dorothea Gräfin Razumovsky und des FDP-Politikers Hermann Otto Solms. Einer der beiden Söhne Sells ist der Wirtschaftswissenschaftler Friedrich L. Sell.

## Werk
Hans Joachim Sell war in vielen Literaturgattungen zu Hause. Er schrieb Romane, Erzählungen, Essays, Reisetexte, Hörspiele und Aphorismen. Auch Lyrik gehört zu seinem Werk von über 30 Buchveröffentlichungen. 1953 erschien sein erster Roman Chantal. Sein bekanntestes Werk ist wohl Der rote Priester.
Werkauswahl:
- Chantal. Roman. Pfullingen, Neske, 1953
- Partisan. Roman. Düsseldorf-Köln, Eugen Diederichs, 1961
- Verlockung Spanien. Erfahrung und Erlebnis. Düsseldorf/Köln, Diederichs, 1963
- An Spaniens Fell zerren Dämonen. Aufzeichnungen aus einem Lande der begrenzten Möglichkeiten. Hamburg, Christians, 1968
- Zerstörung eines Parks. Schwarze Erzählungen. Erstaufl., Hamburg/Düsseldorf, Claassen, 1973. ISBN 3-546-48320-0
- Thekengespräche. Düsseldorf, Claassen, 1975. ISBN 3-546-48321-9
- Der rote Priester. Eine spanische Erfahrung. 1. Aufl., Duesseldorf, Claassen, 1976. ISBN 3-546-48322-7
- Die portugiesische Einladung. Dichtungen. Düsseldorf, Erb, 1980. ISBN 3-88458-014-0
- Die Umkehrung. Roman. Basel, Stroemfeld / Frankfurt am Main, Roter Stern, 1983. ISBN 3-87877-210-6
- Monarchie der Armut: Ein Reisetagebuch aus Peru. Waldkirch, Waldkircher Verlag, 1983. ISBN 3-87885-083-2
- Das Ende des Wohlwollens. Spuren und Zeichen in einer sich wandelnden Welt. – 1. Aufl., Freiburg i. Br., Dreisam-Verlag, 1986. ISBN 3-89125-226-9
- Die Ehe des Sancho Panza. Vier Erzählungen. Waldkirch, Waldkircher Verlag, 1989. ISBN 3-87885-194-4
- Die Einzäunung. Geschichten der Untreue. Konstanz, Rosgarten-Verlag, 1990. ISBN 3-87685-123-8
- Das verblassende Bild eines Reiters. Novelle in Briefen. Karlsruhe, Braun, 1990. ISBN 3-7650-8075-6
- Joseph Conrad besucht seine Übersetzerin. Eine phantastische Erzählung. Karlsruhe, Braun, 1994. ISBN 3-7650-8149-3
- Das Versteck der Artemis. Die Geschichte einer Beobachtung. 1. Aufl., Freiburg im Breisgau, Schillinger, 1998. ISBN 3-89155-213-0
- Das Hotel, die Bonbonniere und der schlanke Hals. Poetische Streifzüge. – 1. Aufl., Freiburg, Modo-Verlag, 1998. ISBN 3-922675-59-X
- Der Blick auf die Rückenansicht einer Frau im Schwimmbad. Roman. 1. Aufl., Freiburg im Breisgau, Schillinger, 1999. ISBN 3-89155-219-X
- Die Liebesstraße. Leichte Muse unterwegs. 1. Aufl., Freiburg (Breisgau), Schillinger, 2002. ISBN 3-89155-276-9

Sells Werke wurden vom Schillinger-Verlag in Freiburg zuletzt in der Edition Hans Joachim Sell vertrieben. Sie sind derzeit (2014) sämtlich nicht mehr lieferbar und nur noch antiquarisch erhältlich.

## Auszeichnungen
Auswahl
Sell erhielt 1973 den Kogge-Literaturpreis der Stadt Minden, 1977 den Charles-Péguy-Preis, 1980 den Georg-Mackensen-Literaturpreis, 1993 die Ehrengabe des Andreas-Gryphius-Preises und 1996 den Maria-Ensle-Preis der Kunststiftung Baden-Württemberg.